# Attikosz konstantinápolyi pátriárka
Szent Attikosz (ógörögül: Ἀττικός, latinul: Atticus), (? – 425. október 10.) konstantinápolyi pátriárka 406-tól haláláig, ókeresztény író.
Attikosz a mai Örményország területén született, és keresztény – de nem ortodox – elvek szerint nevelték. Később, I. Theodosius római császár alatt mégis belépett az ortodox egyházba, és komoly aszkéta életet kezdett el folytatni. A Hagia Sophia székesegyház papja lett, és szívhez szóló szentbeszédei nagy hatást tettek a görög népre. 406-ban Konstantinápoly püspökévé választották, Attikosz pedig mintegy 20 éven állt a bizánci egyház élén. Ő volt az, aki a liturgikus emlékezésbe visszavette a méltatlanul száműzött Aranyszájú Szent János nevét, és ő keresztelte meg II. Theodosius bizánci császár feleségét, Eudokiát. 425-ben hunyt el. Az ortodox egyház szentként tiszteli, és ünnepét január 8. napján üli.
Munkái kivétel nélkül mind elvesztek, mindössze beszédeinek töredékei, illetve négy teljes levele maradt ránk.